# Oswaldo Aranha
Oswaldo Euclides de Souza Aranha, brazilski odvetnik, diplomat in politik, * 15. december 1894, Alegrete, Rio Grande do Sul, † 27. januar 1960, Rio de Janeiro. 
Rojen je bil v Braziliji v mestu Alegrete, zvezna država Rio Grande do Sul.
Aranha je začel svojo politično kariero leta 1925, ko je bil imenovan za župana v svojem rojstnem mestu Borges de Medeiros. Župan je bil do leta 1927. Kasneje je bil izvoljeni predstavnik v državnem zakonodajnem telesu. Potem je postal minister za zunanje zadeve. 
Na prvem izrednem zasedanju generalne skupščine ZN leta 1947 je kot vodja Brazilske delegacije začel tradicijo, ki je v veljavi še danes, da je prvi govornik tega mednarodnega telesa vedno Brazilec. Kot vodja Brazilske delegacije v ZN, je Aranha podpiral ustanovitev države Izrael.